# Мезенская улица (Санкт-Петербург)
Мезе́нская улица — улица в Выборгском районе Санкт-Петербурга. Проходит от Костромского до Удельного проспекта.

## История
Название Мезенская улица известно с 1887 года, дано по городу Мезени Архангельской области в ряду близлежащих улиц, наименованных по старинным малым городам России.

## Достопримечательности
- Педагогический колледж № 4
- Берёзовый сад